# Dot Farley
Dot Farley (6 de fevereiro de 1881 — 2 de maio de 1971) foi uma atriz de cinema norte-americana.
Natural de Chicago, Estados Unidos, ela atuou em 280 filmes entre 1910 e 1950.
Morreu em South Pasadena, Estados Unidos, em 1971, com a idade de 90 anos.

## Filmografia selecionada
- Murphy's I.O.U. (1913)
- The Bangville Police (1913)
- Listen Lester (1924)
- A Self-Made Failure (1924)
- Dr. Pyckle and Mr. Pryde (1925)
- The Red Kimona (1925)
- The Grand Duchess and the Waiter (1926)
- The Little Irish Girl (1926)
- The Climbers (1927)
- Lady Be Good (1928)
- Marquis Preferred (1929)
- Road to Paradise (1930)
- Curtain at Eight (1933)
- False Pretenses (1935)
- Dummy Ache (1936)
- Slander House (1938)
- Obliging Young Lady (1942)
- San Fernando Valley (1944)